# Log Horizon
Log Horizon (ログ・ホライズン, Rogu Horaizun) é uma série de light novel escrita por Mamare Touno e ilustrada por Kazuhiro Hara, sendo publicada pela editora Enterbrain no Japão desde 2011. A editora New POP licencia e publica a novel desde 2016 no Brasil. A série segue o estrategista, Shiroe, e os outros jogadores do MMORPG de longa data Elder Tale, logo após se encontrarem presos dentro do mundo do jogo depois de uma atualização do jogo. A novel recebeu quatro adaptações para mangá, sendo uma baseada na história principal e outras três envolvendo outros personagens da série. Uma adaptação de anime foi ao ar na NHK Educational TV entre 5 de outubro de 2013 e 22 de março de 2014. Uma segunda temporada foi ao ar entre 4 de outubro de 2014 e 28 de março de 2015. No Brasil, as duas temporadas de Log Horizon são exibidas no Crunchyroll. No dia 21 de janeiro de 2020, uma nova temporada foi anunciada, para outubro de 2020.

## Enredo
Em seu décimo primeiro pacote de expansão, o MMORPG Elder Tale (エルダー・テイル, Erudā Teiru) tornou-se um sucesso mundial, sendo jogado por milhares de jogadores. No entanto, durante o lançamento do décimo segundo pacote de expansão, Novasphere Pioneers (ノウアスフィアの開墾, Nōasufia no Kaikon), trinta mil jogadores japoneses, que estavam logados na mesma hora da atualização, viram-se teletransportados para dentro do mundo do jogo vestidos como os seus avatares no jogo. Diante de tais eventos, um jogador chamado Shiroe, juntamente com seus amigos Naotsugu e Akatsuki, decidem formar um time, assim eles lidarão com esse mundo a fim retornarem à realidade, enfrentando diversos desafios neste percurso.

## Personagens

### Principais
Shiroe (シロエ)
Dublado por Takuma Terashima
Também conhecido como "Shiroe o Estrategista", é um estudante em graduação socialmente desajeitado, que tem jogado Elder Tale há quase oito anos. Ele é o fundador da guilda Log Horizon e antes era o estrategista do, agora desmembrado, grupo Debauchery Tea Party, um grupo de elite formado por jogadores que completaram as quests de alto nível chamadas Raids. Por algum motivo, ele possui receio em se juntar à guildas.
Naotsugu (直継)
Dublado por Tomoaki Maeno
Naotsugu é o melhor amigo de Shiroe e é um jogador guardião. Ele se autoproclama um "pervertido nato", significa que diferente dos outros homens, ele não esconde sua natureza pervertida para os outros e é muito orgulhoso em relação a esse fato. Por conta de seus comentários pervertidos, Akatsuki fica muito irritada e, normalmente, a briga entre os dois termina com ele recebendo uma joelhada na cara.
Akatsuki (アカツキ)
Dublada por Emiri Katō
Akatsuki é uma linda assassina no mundo de Elder Tale. Ela era inicialmente uma conhecida de Shiroe, depois dos dois terem formado um grupo para completar quests que antecedem o Apocalypse, embora ela utilizasse um personagem de gênero masculino. Shiroe ajuda Akatsuki, dando-a uma poção que muda o sexo de sua personagem para o gênero feminino e, logo após isso, ela se junta ao grupo de Shiroe como forma de gratidão e pagamento de dívida. Ela não gosta de Naotsugu por conta de seus comentários pervertidos e, normalmente, responde a isso com violência. Apesar da altura da personagem, ela é atualmente uma universitária.

### Debauchery Tea Party
Nyanta (にゃん太)
Dublado por Jōji Nakata
É um homem-gato espadachim. Ele era o Chefe da Debauchery Tea Party e um velho amigo de Shiroe.

### Crescent Moon Alliance
Marielle (マリエール, Mariēru)
Marielle é uma clériga, a excêntrica líder da guilda Crescent Moon Alliance e amiga de Shiroe. Ela é mais forte do que aparenta ser e tem o hábito de abraçar as pessoas, muitas vezes tão forte que os empurram contra a parede. Ela normalmente faz isso quando conhece novas pessoas ou se encontra com algum amigo. No entanto, ela é bem séria quando precisa ser. Especialmente caso algum membro da guilda esteja em perigo.
Henrietta (ヘンリエッタ)
Dublada por Ayahi Takagaki
Henrietta é uma barda e uma das líderes da Crescent Moon Alliance. Embora ela aparente ser séria e organizada, em alguns momentos ela se torna excêntrica assim como Marielle, principalmente quando ela vê alguma coisa que ache fofa.
Shōryū (小竜)
Serara (セララ)
Dublado por Misaki Kuno
Uma jovem druida da guilda Crescent Moon Alliance. Ela especializa-se em Magia de Cura (Healing) e é apaixonada por Nyanta (ex-membro da Debauchery Tea Party).

### Brigandia
Demikas (デミクァス)
Dublado por Atsushi Imaruoka
Líder da guilda Brigandia. É casado com uma NPC (Povo da Terra).
Londark (ロンダーグ)
Dublado por Eiji Miyashita
Também conhecido como Londark do Aço Cinza. É o segundo comandante de Demikas.

### Grandeur
erro em {{japonês}}: Texto em japonês ou romaji necessário (ajuda)
Dublado por Hiroshi Shirokuma
Líder da guilda Grandeur.

### Radio Market
erro em {{japonês}}: Texto em japonês ou romaji necessário (ajuda)
Dublado por Chō
Líder da guilda Radio Market.

### Outros
Minori (ミノリ)
Uma velha amiga de Shiroe, é escravizada pela Guilda Hamelin, que a força a costurar e doar as poções de XP que ela ganha para que a guilda as venda e ganhe dinheiro. Após ser salva por Shiroe se junta a Guilda Log Horizon e disputa o amor e a atenção de seu líder com Akatsuki.
Tōya (トウヤ)
Outro amigo de Shiroe e irmão gêmeo de Minori. É salvo da guilda Hamelin por Shiroe passa a vé-lo como irmão mais velho.

## Mídias

### Light novels
Log Horizon inicialmente foi publicado como uma webnovel no website Shōsetsuka ni Narō em 13 de abril de 2010, e posteriormente começou a ser publicado em forma de livro pela editora Enterbrain em março de 2011. A editora NewPOP licencia e publica a light novel no Brasil desde 2016.

### Anime
Uma adaptação de anime de 25 episódios produzida pela Satelight foi ao ar na NHK Educational TV de 5 de outubro de 2013 a 22 de março de 2014. A série passou a ser transmitida simultaneamente pelo Crunchyroll no Brasil e em outras partes do mundo. Uma segunda temporada de 25 episódios produzida pelo Studio Deen começou a ser exibida em 4 de outubro de 2014, e no Brasil também é exibida no Crunchyroll.
Para ambas as temporadas, a música-tema de abertura é "database" de Man with a Mission com Takuma, enquanto que música-tema de encerramento da primeira temporada é "Your song *", a da segunda temporada é "Wonderful Wonder World", ambos realizados por Yun Chi.
No dia 21 de janeiro de 2020, uma nova temporada foi anunciada, para outubro de 2020.